# Ельмінія білочерева
Ельмінія білочерева (Elminia albiventris) — вид горобцеподібних птахів родини Stenostiridae.

## Поширення
Вид поширений в Африці. Трапляється в таких країнах як Бурунді, Камерун, Демократична Республіка Конго, Екваторіальна Гвінея, Нігерія, Руанда та Уганда. Мешкає у тропічних та субтропічних дощових лісах.